# Tasos
|  | Aquest article tracta sobre l'illa de Tasos. Si cerqueu l'heroi epònim, vegeu «Tasos (fill d'Agènor)». |

Tasos (grec: Θάσος, Thassos; en català medieval: el Taix; en turc: Tashoz) és una illa del nord de la mar Egea, a la costa de Tràcia, de 394 km². Fa part de la perifèria de Macedònia Oriental i Tràcia i conforma una unitat perifèrica pròpia del 2011 ençà, segons el programa Cal·lícrates, que dividí l'antiga prefectura de Kavala en dues unitats perifèriques: la de Tassos i la de Kavala. El seu punt més elevat és el puig antigament conegut com a Ipsarió, de 1.028 m. L'illa és circular i s'hi cultiva la vinya i l'olivera.
La capital actual és Limenas Thaso, és a dir, ‘Port de Tasos’, situada al nord de l'illa. L'antiga ciutat de Tasos era no lluny de l'actual, i tenia dos ports; encara es veuen restes de les antigues muralles enmig de torres construïdes pels venecians. A la rodalia, hi ha una estàtua del déu Pan tallada a la roca. La ciutat fou important per les seves mines de marbre, situades al cap d'Aliki, que actualment gairebé no s'explota i així les mines de l'illa estan exhaurides o són poc rendibles.

## Història
A l'antiguitat es deia que anteriorment havia rebut els noms d'Etra i Crise, per les seves mines d'or. En qualsevol cas, els seus primers pobladors foren fenicis, atrets sens dubte per les seves mines. Es deia que l'heroi epònim de l'illa, Tasos, fill d'Agènor, era fenici. Vers una data entre el 720 aC i el 708 aC, fou poblada per grecs procedents de Paros, dirigits per Telèsicles, pare del poeta Arquíloc, qui residí a Tasos. També vivien a l'illa els saians, una tribu tràcia, que es van enfrontar als grecs, que finalment van obtenir la possessió de l'illa amb les seves mines d'Escapta i Hile, i també territoris a la costa continental, amb les mines a la costa tràcia de Galepsos, Èsima, Estrime, Dàton i, més tard, Crènides. El 511 aC, quan els milesis es van establir al riu Estrímon, a Tràcia, hi van fundar la ciutat de Mircinos, on també es van explotar mines.

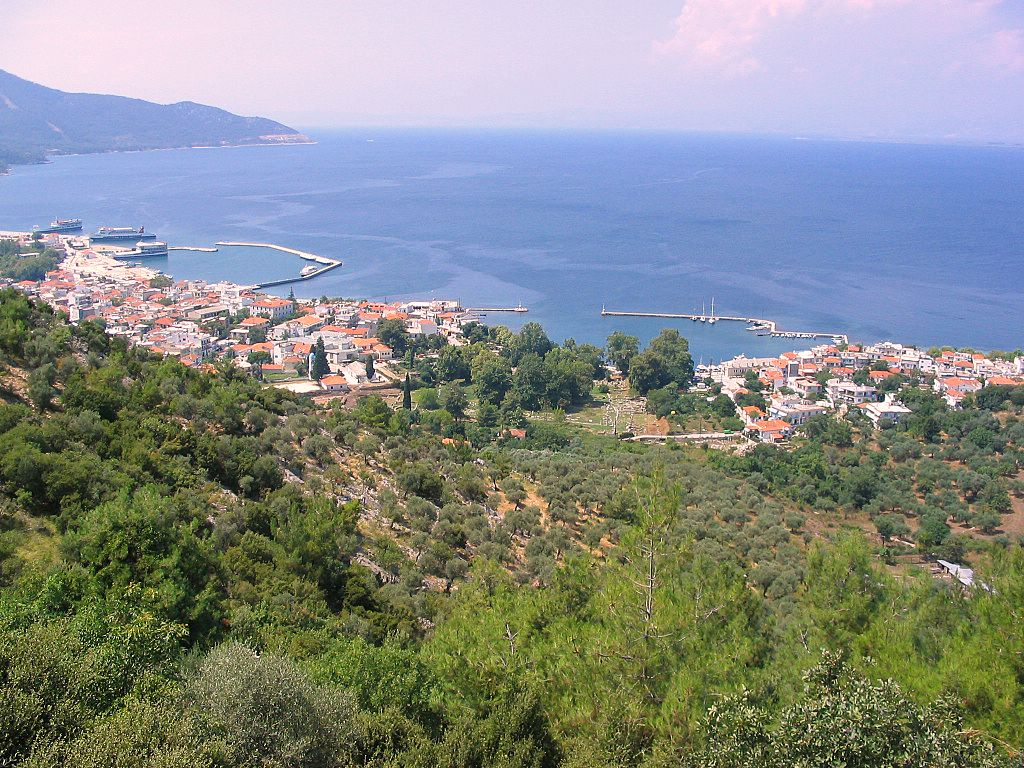
El port

El 494 aC, els perses van ocupar Milet i van provar de sotmetre Tasos de manera infructuosa; però, el 492 aC, Darios I el Gran els va comminar a desfer les fortificacions de l'illa i a enviar els seus vaixells de guerra a Abdera, i els illencs van haver d'obeir. Xerxes I de Pèrsia va passar per Tràcia de camí a Grècia, els tasis hi van quedar sotmesos i van haver de proveir el rei amb el manteniment dels soldats (400 talents). Després de la derrota persa, Tasos fou membre de la Confederació de Delos dirigida per Atenes, però van esclatar disputes per les mines de la part continental i va esclatar la guerra entre Tasos i Atenes, que va enviar a l'illa una força dirigida per Cimó II el 465 aC. Derrotaren els tasis i assetjaren la ciutat per terra i mar; els assetjats van resistir més de dos anys, però al tercer any de setge es van rendir i van haver de destruir les fortificacions i lliurar els seus vaixells de guerra a més de renunciar a les seves possessions continentals i pagar una contribució en metàl·lic.
El 411 aC, es va establir un govern oligàrquic dirigit per Pisandre a Atenes, i la democràcia a Tasos fou enderrocada. Però les lluites a Atenes (Alcibíades) que van portar a l'assassinat del cap oligarca Frínic van fer que el govern oligàrquic de Tasos es revoltés amb suport espartà, que va establir una guarnició a l'illa. El 408 aC, el partit dels ciutadans dirigit per Ecfant va foragitar la guarnició espartana dirigida per Etònic i, seguidament, va rebre el comandant atenès Trasibul. Després de la Batalla d'Egospòtamos el 405 aC, Tasos va tornar a mans dels espartans, però el 389 aC va tornar a ser possessió dels atenesos, als quals la va disputar Filip de Macedònia, sota dependència del qual finalment va passar, vers el 351 aC. Ciutat lliure dels temps d'Alexandre el Gran, es va sotmetre a Filip V de Macedònia.
Els romans li van tornar la llibertat després de la batalla de Cinoscèfales, i va romandre ciutat lliure fins al temps de Plini el Vell, quan es va formar la província romana de les Illes.
Possessió de l'Imperi Romà d'Orient, fou ocupada pels llatins el 1205 i va passar als venecians, que la van donar en feu als Dandolo; Miquel VIII Paleòleg (1259-1282) la va recuperar per als romans d'Orient i, el 1386, la va concedir en feu als Gattiluso. Fou ocupada pels otomans el 1456, que temps després la van cedir als prínceps venecians Gateluzi de Lesbos. Des del 1453, fou un virtual domini turc, on els Gattiluso van poder restar per concessió. El senyor Dorino I Gattiluso, que governava Lesbos, Lemnos, Imbros, Tasos i Samotràcia, va morir el 30 de juny del 1455 i va deixar tres fills i tres filles; dels tres fills, dos foren senyors de Lesbos, Domenicco I Gattiluso i Nicolo II Gattiluso, mentre el tercer, Francesc III Gattiluso, fou senyor de Tasos. El 1459, Tasos, Samotràcia i Lemnos foren ocupades pels otomans i el soldà en va donar els ingressos al seu sogre, l'antic dèspota de Morea, Demetri Paleòleg. Després de la guerra amb Venècia (1463-1479), va quedar plenament integrada a l'imperi. Depenia del sandjakbegi de Kavala, que hi enviava un voivoda. El 1770 i fins a 1774, fou ocupada pels russos després de la victòria naval de Çeşme; la van fer servir com a base per a la seva flota.
El 1841, el soldà la va cedir com a propietat personal al virrei d'Egipte, els avantpassats del qual eren originaris de l'illa (on Muhàmmad Alí havia passat la infància), i fou administrada per un governador egipci, amb un president del consell elegit pels habitants. El 1873, el khediv va enviar un carregament de blat a causa de la manca de menjar per les males collites. La situació, això no obstant, es va deteriorar i els habitants progressivament es van distanciar de la dinastia egípcia a partir del 1874, fins que el 1902 van demanar al soldà el restabliment del poder turc, que fou atorgat. El 1912, en la II Guerra Balcànica, la marina grega hi va desembarcar el 18 d'octubre i va quedar en mans de Grècia, a qui fou confirmada pel Tractat de Bucarest del 10 d'agost del 1913.